# Рождественские образовательные чтения

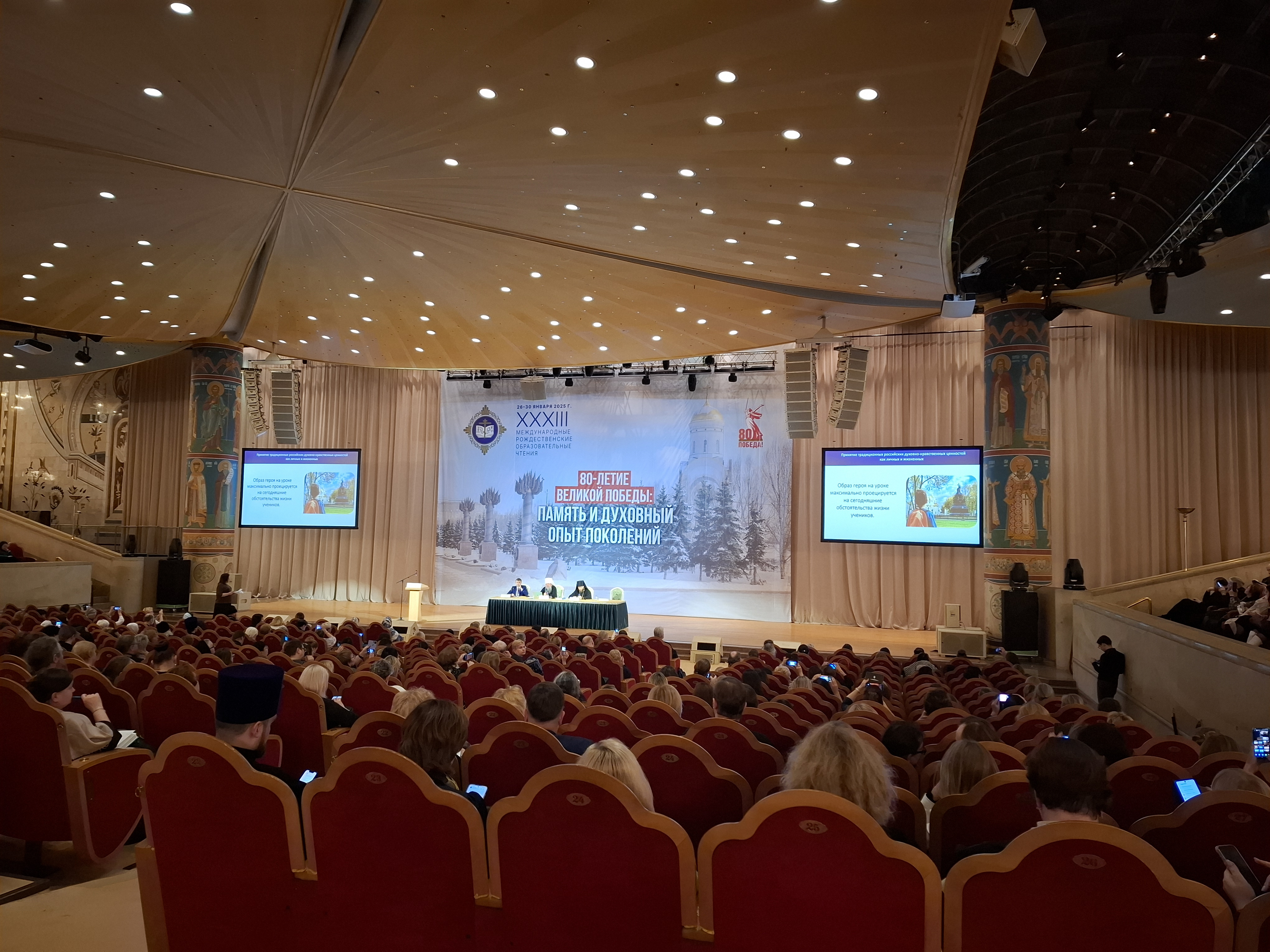
Рождественские образовательные чтения — 2025. Выступления митрополита Екатеринбургского и Верхотурского Евгения (Кульберга)

Международные Рождественские образовательные чтения — церковно-общественный форум в сфере образования, культуры, социального служения и духовно-нравственного просвещения. Проводится в Москве в начале года под почётным председательством Патриарха Московского и всея Руси и собирает более пяти тысяч участников. Организатор — Отдел религиозного образования и катехизации Русской православной церкви.
Ежегодно на Чтениях выступают более 300 докладчиков. Лучшие доклады регулярно публикуются в сборниках.
Название форума связано с тем, что чтения обычно проходят в январе после празднования Рождества Христова.

## История
Первые Рождественские чтения прошли в Москве в 1993 году. Они выросли из конференции православных педагогов Москвы.
В число важнейших задач Чтений входят развитие православного образования, духовно-нравственное просвещение общества, осмысление проблем науки и культуры с точки зрения православного мировоззрения, расширение сотрудничества Церкви и государства в области образования.
Начиная с 1994 года, когда на Рождественских чтениях присутствовало уже свыше 1000 человек, постоянными участниками Чтений стали министр образования РФ, руководители Российской Академии образования, Московского Комитета образования. Государственные образовательные структуры стали соучредителями Рождественских чтений. В Рождественских чтений активное участие принимают и другие синодальные отделы Московского Патриархата, а также православные учебные заведения.

### Список состоявшихся чтений
Со времени образования до 2004 года Рождественские чтения не имели определённых названий. Данная традиция появилась в 2005 году с XIII Рождественских чтений.
- «Школа, семья, Церковь — соработничество во имя жизни»[3] (XIII, 2005 год).
- «Школа и Церковь — традиции и реформы образования» (XIV, 2006 год).
- «Вера и образование: общество, школа, семья в XXI веке» (XV, 2007 год).
- «Православные ценности и современное образование» (XVI, 2008 год).
- «Наука, образование, культура: духовно-нравственные основы и пути развития» (XVII, 2009 год).
- «Практический опыт и перспективы церковно-государственного сотрудничества в области образования» (XVIII, 2010 год).
- «Церковь и государство: соработничество в решении общих задач» (XIX, 2011 год).
- «Просвещение и нравственность: забота Церкви, общества и государства»[4] (XX, 2012 год).
- «Традиционные ценности и современный мир»[5][6] (XXI, 2013 год).
- «Преподобный Сергий. Русь. Наследие, современность, будущее» (XXII, 2014 год).
- «Князь Владимир. Цивилизационный выбор Руси»[7] (XXIII, 2015 год).
- «Традиция и новации: культура, общество, личность» (XXIV, 2016 год).
- «1917—2017: уроки столетия» (XXV, 2017 год).
- «Нравственные ценности и будущее человечества» (XXVI, 2018 год).
- «Молодежь: свобода и ответственность» (XXVII, 2019 год).
- «Великая Победа: наследие и наследники» (XXVIII, 2020 год).
- «Александр Невский: Запад и Восток, историческая память народа» (XXIX, 2021 год).
- «К 350-летию со дня рождения Петра I: секулярный мир и религиозность» (XXX, 2022 год).
- «Глобальные вызовы современности и духовный выбор человека» (XXXI, 2023 год).
- «Православие и отечественная культура: потери и приобретения минувшего, образ будущего» (XXXII, 2024 год).
- «80-летие Великой Победы: память и духовный опыт поколений» (XXXIII, 2025 год).

## Значимость
Для православных священнослужителей и мирян со всей России и из стран ближнего зарубежья Рождественские чтения являются хорошей возможностью встретиться друг с другом и обсудить актуальные проблемы, стоящие перед российским образованием и общественной жизнью. Чтения способствуют углубленному осмыслению современных явлений с православной точки зрения, способствуют развитию взаимопонимания между людьми, занимающих различные позиции, открывая пути для их сближения и плодотворного сотрудничества. Совместными усилиями церковных, государственных и общественных деятелей можно избежать односторонности и ограниченности в суждениях, приступить к выработке общей позиции, базирующейся на фундаментальных ценностях. Чтения стали одним из самых представительных, интересных и значительных событий в жизни Русской православной церкви.
По примеру международных Рождественских образовательных чтений во многих регионах России проводятся областные и районные конференции и семинары по проблемам религиозного образования и духовного просвещения.

## Место проведения
Местом проведения Чтений в разное время были Московский государственный университет имени М. В. Ломоносова, Парламентский центр Совета Федерации, большой зал Московской Мэрии, Государственный Кремлёвский дворец, Российская государственная библиотека, Зал Церковных Соборов Храма Христа Спасителя и др.

## Программа чтений
В программу Чтений входят ознакомительные экскурсии по православным образовательным учреждениям Москвы.
Завершаются Чтения благодарственным молебном участников у раки преподобного Сергия Радонежского, почитаемого небесным покровителем всех учащих и учащихся всех духовных учебных заведений.